# 约翰·西奥菲勒斯·德札古利埃
约翰·西奥菲勒斯·德札古利埃（英語：John Theophilus Desaguliers，1683年3月13日—1744年2月29日）是一位英国自然哲学家，曾三次获得科普利獎章。